# Amisulprid
Amisulprid (fälschlich auch: Amisulpirid) ist ein Wirkstoff mit antipsychotischer Wirkung. Es wirkt als Antagonist an den Dopamin-Rezeptoren und wird zur Behandlung der Schizophrenie, in manchen Ländern auch zur Behandlung dysthymischer Störungen eingesetzt.
Chemisch gehört es zu den Benzamiden.

## Pharmakologie
Amisulprid gehört zu der chemischen Gruppe der substituierten Benzamide und ist ein Derivat des Sulpirids.

### Wirkungsmechanismus
In niedriger Dosierung blockiert Amisulprid primär die präsynaptischen D2- und D3-Autorezeptoren, was (über diese Feedbackschleife) zu einer Dopamin-Ausschüttung und damit für die Einnahmedauer zu einer Besserung einer Negativsymptomatik bei Schizophrenie führt. In höherer Dosis blockiert es die postsynaptischen D2-Rezeptoren überwiegend im limbischen System, was zu einer Besserung einer Positivsymptomatik führt. Zu D1-, D4- und D5-Rezeptorsubtypen zeigt Amisulprid keine Affinität, ebenso wenig zu α-adrenergen, cholinergen, H1- und 5-HT2-Rezeptoren.
Amisulprid wird den atypischen Neuroleptika zugerechnet, da die extrapyramidal-motorischen Wirkungen weniger ausgeprägt als bei den klassischen Neuroleptika sind. Es wirkt wie auch das Benzamid Sulpirid – im Gegensatz zu den meisten anderen Neuroleptika – wenig dämpfend, sondern eher antriebssteigernd und stimmungsaufhellend. Beide werden zur Behandlung verschiedener psychischer Störungen eingesetzt; Sulpirid allerdings selten bei akuten schizophrenen Schüben, da die neuroleptische Potenz hierfür meist nicht ausreicht. Vereinzelt zeigten sich auch Erfolge in der Behandlung eines Tourette-Syndroms.

### Stereoselektivität
Amisulprid wird als Racemat, d. h. einem 1:1-Gemisch aus (S)-(–)-Amisulprid und (R)-(+)-Amisulprid, in der klinischen Praxis eingesetzt. In Rezeptorbindungsstudien mit aus Insektenzellkulturen gewonnenen humanen und murinen Dopamin-Rezeptoren vom Typ D2 und D3  vermochte (S)-Amisulprid mit 19- bis 39-fach stärkerer Aktivität das Testsubstrat von der Bindungsstelle zu verdrängen als (R)-Amisulprid, woraus die Forscher schlossen, dass (S)-Amisulprid das pharmakologisch aktive Enantiomer (Eutomer) des Amisulprids ist. Ferner konnte in einer Drug Discrimination Study an Mäusen die stereoselektive Wirkung von Amisulprid gezeigt werden, das als (S)-Enantiomer etwa dreimal wirksamer als rac-Amisulprid und zehnmal wirksamer als (R)-Amisulprid war. Aus weiteren Mausversuchen gibt es Hinweise darauf, dass andererseits (R)-Amisulprid eine stärkere Affinität zum Serotoninrezeptor 5-HT7 aufweist als die (S)-Form. Ein Antagonismus des Amisulprids am 5-HT7 gilt als bedeutsam für dessen antidepressive Aktivität.

### Unerwünschte Wirkungen
Die extrapyramidal-motorischen Nebenwirkungen sind im Vergleich zu anderen Neuroleptika gering. In manchen Fällen ist aber die zusätzliche Einnahme eines Antiparkinsonmittels wie z. B. Biperiden erforderlich, da die Nebenwirkungen über Körpersteifheit, Einschränkungen der motorischen Fähigkeiten bis hin zu Verkrampfungen, beispielsweise Trismus, führen können. Bei einer lang andauernden Medikamentierung sind Spätdyskinesien (besonders orofaziale Symptome) allerdings ebenso häufig wie unter den klassischen Neuroleptika. Auf dem Beipackzettel von Amisulprid ist eine Häufigkeit von bis zu 1 % für Spätdyskinesien angegeben.
Eine häufigere Nebenwirkung ist die Hyperprolaktinämie. Gelegentlich ruft dies klinische Symptome wie Galaktorrhoe (Milchfluss), Menstruationsstörungen oder Impotenz hervor, wobei auch meistens die sexuelle Libido erheblich nachlässt oder ganz verschwindet. Es kann auch zu gastrointestinalen Symptomen (Brechreiz/Erbrechen, Obstipation), Hypotonie, epileptischen Anfällen und seltener zu einer Verlängerung des QT-Intervalls (Herzreizleitungsstörung) führen. Weitere beobachtete Symptome wie eine Sedierung, aber auch Schlafstörungen, Angst- und Erregungszustände sind schwer von den Symptomen der Grundkrankheit zu trennen.
Bei längerer Einnahme von Neuroleptika ist ein Ausschleichen generell dem Absetzen vorzuziehen. Nach einem abrupten Absetzen hoher Dosen wurden Entzugserscheinungen wie Übelkeit, Erbrechen und Schlaflosigkeit sowie das Auftreten von unwillkürlichen Bewegungsstörungen (beispielsweise Akathisie, Dystonie und Dyskinesie) berichtet.

### Interaktionen
Amisulprid kann die Wirkung anderer zentral wirksamer Medikamente verstärken. Dem Anti-Parkinsonmedikament Levodopa wirkt es entgegen.

## Fertigpräparate
Amisulprid wurde 1999 unter dem Handelsnamen Solian von Synthelabo (heute Sanofi-Aventis) in Deutschland zur Behandlung akuter und chronischer schizophrener Störungen eingeführt; in Frankreich kam es bereits zehn Jahre zuvor auf den Markt. Seit 2004 gibt es in Deutschland generische Amisulpridpräparate.
Unter dem Namen Deniban ist es in manchen Ländern (z. B. Italien, Tschechien) zur Behandlung der chronisch depressiven Verstimmung (Dysthymie) zugelassen.
Das britische, börsennotierte Unternehmen Acacia Pharma hatte für Amisulprid bei der US-amerikanischen Zulassungsbehörde FDA einen Zulassungsantrag zur Behandlung von post-operativer Übelkeit (Nausea) und Erbrechen (PONV) gestellt. Im Februar 2020 ließ die FDA Amisulprid für diese Indikation (Handelsname: Barhemsys) zu, nachdem sie den Antrag im Oktober 2018 und erneut im Mai 2019 wegen Mängel beim Vertragshersteller des Wirkstoffs zunächst negativ beschieden hatte.

## Umweltrelevanz
Amisulprid wird nur zum Teil in Kläranlagen abgebaut. Es werden ökotoxikologische Eigenschaften angenommen. Zwar liegen die in den Oberflächengewässern gefundenen Konzentrationen unter den Werten die vermutlich ökotoxikologische Eigenschaften haben, aber eine negative Wirkung kann nicht ausgeschlossen werden da nur Teile des gesamtmöglichen Umfangs getestet wurden. Amisulprid ist eine der Leitchemikalien der Schweizer Kontrollliste für die Einschätzung der Klärleistung in der 4. Reinigungsstufe.